# Slomi
Slomi este o localitate din comuna Dornava, Slovenia, cu o populație de 95 de locuitori.